# Franco Del Pace
Franco Del Pace (Bibbiena, 24 settembre 1922 – Arezzo, 21 ottobre 2001) è stato un politico e partigiano italiano.

## Biografia
Nacque in una famiglia contadina, lavorò come operaio metalmeccanico, e si avvicinò alla politica con l'antifascismo. Attivista anarchico, dopo l'Armistizio del 1943 si unì alla Resistenza e al Partito Comunista Italiano. 
Al termine del conflitto divenne membro della direzione provinciale del PCI e negli anni '50 segretario della provincia di Arezzo.
Coinvolto nello Scandalo INGIC venne arrestato e condannato a un anno di reclusione, senza che il processo venisse celebrato.
Assessore comunale negli anni '60 e poi provinciale, fu eletto nel 1968 al Senato, e confermato nel 1972, concluse il mandato parlamentare nel 1976.
Muore all'età di 79 anni nell'ottobre del 2001.